# 伊万·拉普切维奇
伊万·拉普切维奇（1976年3月26日—），塞尔维亚前男子手球运动员。他曾代表南联盟参加2000年夏季奥林匹克运动会手球比赛，结果获得第四名。